# Cedusa minuenda
Cedusa minuenda är en insektsart som beskrevs av Ball 1928. Cedusa minuenda ingår i släktet Cedusa och familjen Derbidae. Inga underarter finns listade i Catalogue of Life.